# Wisit Thamwirat
Wisit Thamwirat (ur. 24 lipca 2003) – tajski zapaśnik walczący w obu stylach. Zajął jedenaste miejsce na igrzyskach azjatyckich w 2022. Brązowy medalista igrzysk Azji Południowo-Wschodniej w 2021 i 2023. Pierwszy i trzeci na mistrzostwach Azji Południowo-Wschodniej w 2022 roku.